# Glen (Schweden)

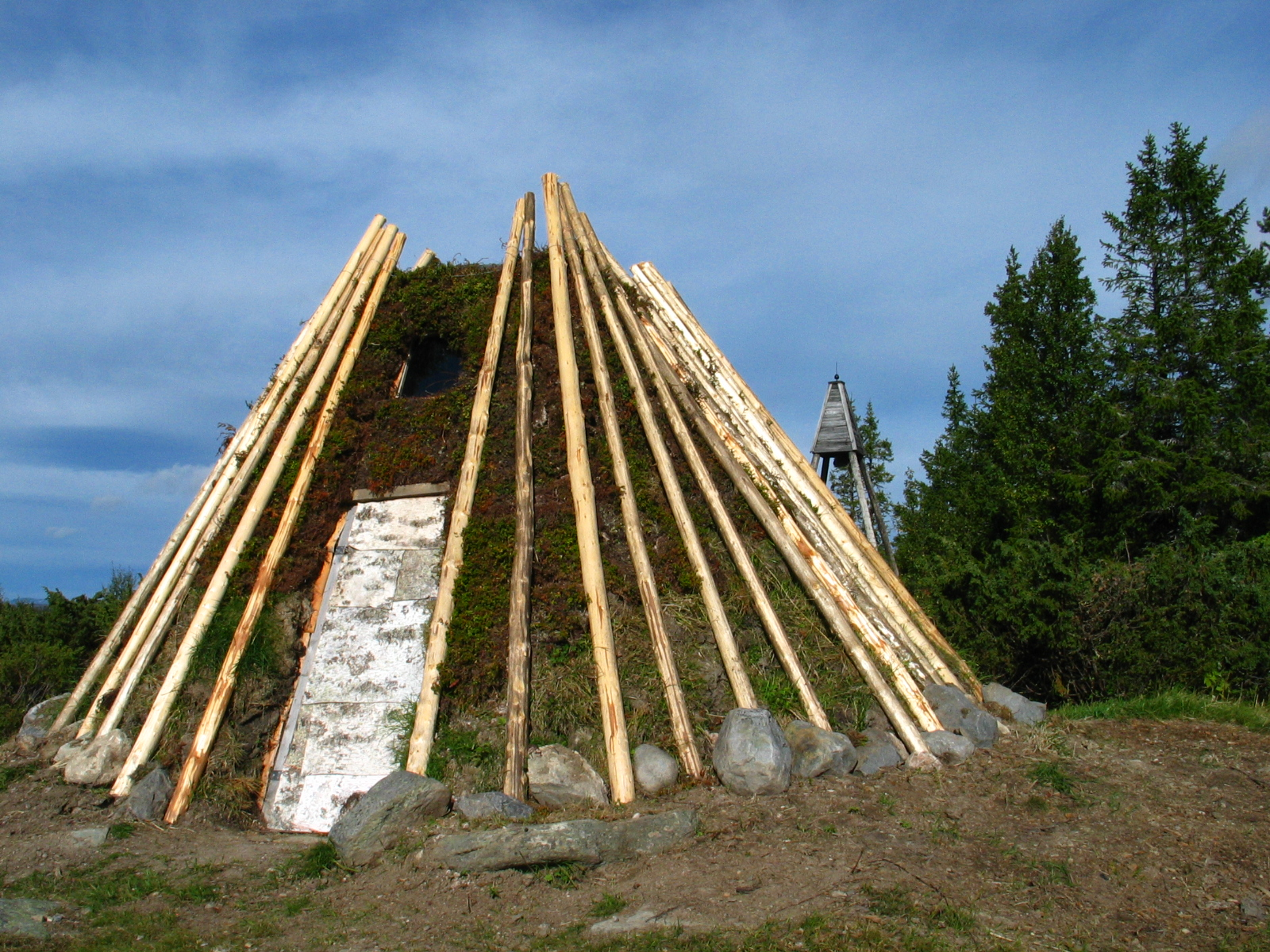
Kote der Samí in Arådalen, Jämtland, Schweden

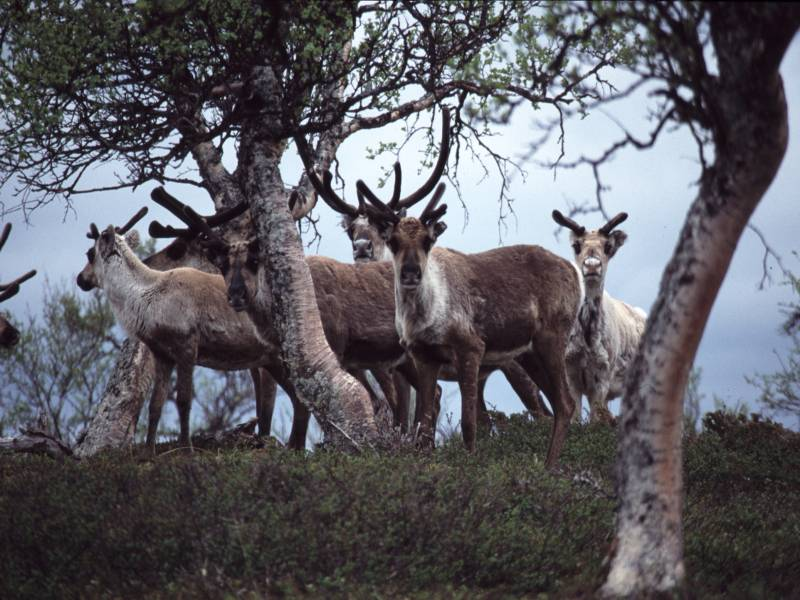
Rentiere in Glen, Jämtland, Schweden

Glen (südsamisch Klïere oder Glijre) ist eine kleine Siedlung von vier bis fünf Familien der Samí im südlichen Oviksfjäll (Ovikengebirge) in Jämtland, Schweden. Das Dorf liegt am westlichen Ende des Tales Arådalen. 
Die umliegenden Berge und Taiga-Fichtenwälder dienen den Samí als Rentierweideland. Daher ist das Gebiet um Glen eine ausgewiesene Verbotszone für Schneemobile. Im nördlichen Talende gibt es einen so genannten Rentierscheideplatz, an dem die Samí ihre Rentiere zusammen treiben und je nach Besitzer in einzelne Herden aufteilen. Hier werden auch an Ort und Stelle Tiere im Herbst geschlachtet, denn der Verkauf von Rentierfleisch ist eine der Einkommensquellen der samischen Einwohner. Es ist also nicht ungewöhnlich, während Wanderungen auf Rentiere zu treffen. 
Anschluss an das Straßennetz erhielt Glen erst 1964/65.
Nördlich an die Samísiedlung grenzt der Bergsee Glensjö an. Dieser ist ca. 4 km lang und an einigen Stellen 40–50 m tief. Der Glensjö ist bekannt für seinen reichen Forellenbestand. Exemplare mit einem Gewicht von 3–5 kg sind nicht ungewöhnlich, der Rekord liegt bei über 9 kg.
Den See erreicht man von Glen auf einer leichten Wanderung von 4 km. Der Pfad ist gesäumt von alten Plätzen und Katen, die von den Samí vor langer Zeit bewohnt wurden, bevor sie in Glen ihre Häuser bauten. Ebenso lassen sich alte Fanggruben in der Umgebung entdecken.
Koordinaten: 62° 57′ N, 13° 35′ O